# Liga Omanului
Oman Mobile League (arabă:الدوري العماني‎) este primul eșalon din sistemul competițional fotbalistic din Oman. Liga a semnat un contract de sponsorizare cu Oman Mobile și este cunoscută ca Oman Mobile League, până la expirarea înțelegerii în 2013.

## Echipele sezonului 2010-11
- Al-Ahli (Sedab)
- Al-Hilal (Salalah)
- Al-Nahda
- Al-Nasr
- Al-Oruba
- Al-Shabab
- Al-Suwaiq
- Al-Talia
- Dhofar S.C.S.C.
- Muscat
- Oman FC
- Saham

## Palmares pe echipe
| Club      | Campionate |
| --------- | ---------- |
| Dhofar    | 9          |
| Fanja     | 7          |
| Al-Nasr   | 5          |
| Al-Oruba  | 3          |
| Muscat *  | 3          |
| Al-Nahda  | 2          |
| Sur       | 2          |
| Al-Ahli   | 1          |
| Oman      | 1          |
| Al-Suwaiq | 1          |

Include campionatul câștigat de Ruwi.

## Foste campioane
| - 1976/77 : Fanja - 1977/78 : Muscat (as Ruwi) - 1978/79 : Fanja - 1979/80 : Al-Nasr - 1980/81 : Al-Nasr - 1981/82 : Al-Ahli (Sedab) - 1982/83 : Dhofar - 1983/84 : Fanja - 1984/85 : Dhofar - 1985/86 : Fanja - 1986/87 : Fanja - 1987/88 : Fanja - 1988/89 : Al-Nasr | - 1989/90 : Dhofar - 1990/91 : Fanja - 1991/92 : Dhofar - 1992/93 : Dhofar - 1993/94 : Dhofar - 1994/95 : Sur - 1995/96 : Sur - 1996/97 : Oman - 1997/98 : Al-Nasr - 1998/99 : Dhofar - 1999/00 : Al-Oruba - 2000/01 : Dhofar - 2001/02 : Al-Oruba | - 2002/03 : Muscat (as Ruwi) - 2003/04 : Al-Nasr - 2004/05 : Dhofar - 2005/06 : Muscat - 2006/07 : Al-Nahda - 2007/08 : Al-Oruba (Sur) - 2008/09 : Al-Nahda - 2009/10 : Al-Suwaiq |  |